# Klyngon jimenezi
Klyngon jimenezi är en stekelart som beskrevs av Christer Hansson 2005. Klyngon jimenezi ingår i släktet Klyngon och familjen finglanssteklar.
Artens utbredningsområde är Costa Rica. Inga underarter finns listade i Catalogue of Life.